# Mallotus eriocarpus
Mallotus eriocarpus är en törelväxtart som först beskrevs av George Henry Kendrick Thwaites, och fick sitt nu gällande namn av Johannes Müller Argoviensis. Mallotus eriocarpus ingår i släktet Mallotus och familjen törelväxter. Inga underarter finns listade i Catalogue of Life.